# Beatriz Barosa
Beatriz Barosa Oliveira (Porto, 17 de janeiro de 1997), é uma atriz portuguesa.

## Biografia
Beatriz, nasceu no Porto, no dia 17 de janeiro de 1997. Aos 14 anos começou a ter aulas extracurriculares de Expressão Dramática, com a atriz Teresa Chaves, tendo ingressado depois no curso de Interpretação da Academia Contemporânea do Espetáculo. Em busca do sonho da representação, foi viver para Lisboa no ano de 2015, com 18 anos, estreando-se profissionalmente como atriz no ano seguinte, na série juvenil Massa Fresca, transmitida pela TVI. Posteriormente integrou o elenco de várias produções de ficção, tais como, Vidago Palace ou Circo Paraíso (RTP1), Amar Demais ou Amar Depois de Amar (TVI).
Em 2018, fez parte do musical Grease, protagonizado por Diogo Morgado e Mariana Marques Guedes. No cinema, participou nos filmes Libertin (2019) ou Biscoito da Fortuna (2021). Além dos diversos trabalhos em televisão e cinema, a artista também já participou em diversas peças de teatro, entre elas, Viagem Medieval (2013),  Faça o Favor de Entrar (2015),  Istambul-Istambul (2019), A Ratoeira (2020) ou Tenho um Papel Para Ti (2025).
Em 2021, foi uma das protagonistas da novela cómica Festa É Festa da TVI, no papel de Ana Carolina, que lhe deu bastante notoriedade. Outro marco notável na sua carreira foi a participação na novela de sucesso da SIC, A Herança, em 2025.
Beatriz Barosa é irmã da também atriz Luisinha Oliveira.

## Vida pessoal
Namora com o ator e humorista Manuel Marques, desde 2021, os dois atores apaixonaram-se durante as gravações da novela da TVI, Festa É Festa.

## Filmografia

### Televisão
| Ano         | Projeto             | Papel                                | Notas             | Canal |
| ----------- | ------------------- | ------------------------------------ | ----------------- | ----- |
| 2016        | Massa Fresca        | Catarina Castro Elias                | Elenco principal  | TVI   |
| 2017        | Vidago Palace       | São da Silva                         | Elenco principal  | RTP1  |
| 2018 - 2019 | Circo Paraíso       | Sara                                 | Elenco adional    | RTP1  |
| 2019        | Amar Depois de Amar | Inês                                 | Elenco adional    | TVI   |
| 2020 - 2021 | Amar Demais         | Rita Antunes Stevens                 | Elenco recorrente | TVI   |
| 2021 - 2025 | Festa É Festa       | Ana Carolina Brito                   | Elenco recorrente | TVI   |
| 2025        | A Herança           | Rosário «Rosarinho» Gouveia de Armas | Elenco recorrente | SIC   |